# Romário Pinto de Oliveira Goulart
Romário Pinto de Oliveira Goulart (São Gonçalo, Río de Janeiro, Brasil; 23 de septiembre de 1988) es un futbolista brasileño. Juega de mediocampista y su equipo actual es el Jersey Express S.C. de la Premier Development League.

## Clubes
| Club                | País           | Año         |
| ------------------- | -------------- | ----------- |
| Serra               | Brasil         | 2009 - 2011 |
| São Cristóvão       | Brasil         | 2011        |
| Serra               | Brasil         | 2012        |
| Deportes Savio      | Honduras       | 2012        |
| Ismaily             | Egipto         | 2013        |
| Deportes Savio      | Honduras       | 2013 - 2014 |
| Marathón            | Honduras       | 2014 - 2015 |
| Jersey Express S.C. | Estados Unidos | 2015 -      |